# Massimo Fenili
Massimo Fenili (Lucca, 1935 – gennaio 2009) è stato un allenatore di calcio, calciatore, cestista e pallavolista italiano naturalizzato eritreo.

## Biografia
Nato a Lucca nel 1935, si trasferisce da bambino in Eritrea, ad Asmara, dove si appassiona di tennistavolo, giocando ogni giorno al Bowling Club di Viale Alessandria insieme al fratello Alessandro e all'amico Spadoni. In Eritrea ed Etiopia fonda quattro Bowling Club: due ad Asmara, uno ad Addis Abeba ed uno a Massaua.

Nel febbraio 1975 ritorna in Italia, a Viareggio, e fonda il Comitato Bowling Toscano, venendo nominato dalla Federazione Italiana Bowling Sport consigliere per le squadre nazionale e per le relazioni internazionali.

Partecipò anche al quiz televisivo Rischiatutto.

## Carriera

### Calcio
Iniziò a giocare nella polisportiva Virtus, con cui praticò anche pallavolo vincendo il titolo nazionale eritreo nel 1951-1952, in una squadra formata solo da italiani.
In seguito,  si trasferì al GS Asmara, con cui giocò 281 partite in campionato e si laureò per due volte campione eritreo, nel 1963 e nel 1964. Poi passo al TeleSport, con cui scese in campo 81 volte in campionato, per poi andare all'Asmara, con cui giocò 22 partite. Fu poi selezionato tra le file del Bologna, con cui giocò 6 partite amichevoli.
Dal 1969 al 1975 allenò il GS Asmara, con cui vinse due campionati eritrei, tre campionati dell'Impero,  tre Coppe di Asmara e due Coppe d'Etiopia.

### Pallacanestro
Fenili iniziò a giocare a basket nella Maxima. Giocò poi per Audax, Rari Nantes, Asmara ed OM Etiopia, giocando in totale oltre 1000 partite e vincendo sette titoli eritrei ed un Campionato dell'Impero. Giocò anche 45 gare con la selezione eritrea. Dopo il ritiro divenne presidente onorario della Federazione cestistica dell'Eritrea, e donò alla federazione etiopica un moderno Centro Sportivo adibito a pattinaggio e pallacanestro.

### Tennistavolo
Nel tennistavolo Fenili vinse 15 campionati eritrei, 2 campionati dell'Impero Etiopico e vinse 145 tornei, tra cui 45 internazionali. 

### Boccette
Fenili divenne per due volte campione nazionale di boccette: nel 1962-1963 e nel 1963-1964.

## Palmarès

### Calcio

#### Giocatore
- Campionato eritreo di calcio: 2

GS Asmara: 1962-1963, 1963-1964

#### Allenatore
- Campionato etiope di calcio: 2

GS Asmara: 1972, 1973
- Coppa d'Etiopia: 2

GS Asmara: 1969 (?), 1970

### Pallacanestro
- Campionato eritreo di pallacanestro: 7

### Pallavolo
- Campionato eritreo di pallavolo: 1

Virtus: 1951-1952